# Death from Above
Death from Above, auch als Death from Above 1979 bekannt, ist eine kanadische Indie-Rock-Band aus Toronto, bestehend aus Jesse F. Keeler (E-Bass, Synthesizer) und Sebastien Grainger (Gesang, Schlagzeug). Ihre Musik ist gekennzeichnet durch die Verwendung von wenigen Instrumenten und Effekten. 2006 wurde die Band offiziell aufgelöst, am 4. Februar 2011 gaben sie ihre Wiedervereinigung bekannt.

## Geschichte
Anfangs nannten sie sich noch schlicht Death from Above, aber nach einem Rechtsstreit mit dem gleichnamigen Dance-Funk-Label aus New York wurde das 1979 (Geburtsjahr Graingers) ergänzt. Weit verbreitet ist das Gerücht, die beiden Musiker hätten sich im Gefängnis kennengelernt und dann entschieden, zusammen in einem Beerdigungsinstitut zu wohnen. In Wahrheit begegneten sich Keeler und Grainger auf einem Sonic-Youth-Konzert. Das Projekt Death from Above 1979 wurde dann schließlich 2000 ins Leben gerufen. Die 6-Song-EP Heads Up! folgte 2002.
Ihr Debütalbum You're a Woman, I'm a Machine, das am 26. Oktober 2004 in den USA und am 4. Juli 2005 in Deutschland erschienen ist, wurde von Kritikern des Kerrang! und NME hoch gelobt und auch angesehene Musiker wie Josh Homme von den Queens of the Stone Age sind Fans der Band. Ihre Musik ist schnell und mit genauen Beats versehen, teils brachial, teils auch ein wenig poplastiger. Einen Namen machten sich Death from Above 1979 auch damit, ständig weltweit auf Tour zu sein. Häufig gaben sie bis zu drei Gigs an nur einem Abend oder spielten nicht selten auch mal bei einem Fan zu Hause. Erleichtert wurde dies durch ihr eher reduziertes Equipment. Ihr Video zur Single Romantic Rights wurde 2005 mit einem VideoFact-Preis der MuchMusic Video Music Awards ausgezeichnet.
Am 3. August 2006 gab Jesse F. Keeler über eine Nachricht auf ihrer offiziellen Website bekannt, dass die Band nicht mehr weiter bestehen wird. Der Schritt sei seit über einem Jahr geplant gewesen, aber noch geheim gehalten worden. Keeler ist mit MSTRKRFT (Masterkraft) weiter als Musiker aktiv. Seit November 2006 strebt Grainger eine Solokarriere an.
Am 4. Februar 2011 gaben Death from Above 1979 auf ihrer Website bekannt, dass sie wieder zusammen touren werden und unter anderem auf dem Coachella Valley Music and Arts Festival auftreten werden.

## Diskografie

### Alben
- 2004: You’re a Woman, I’m a Machine (CA: Gold)
- 2005: Romance Bloody Romance (Remixe & B-Seiten)
- 2014: The Physical World
- 2017: Outrage! Is Now
- 2021: Is 4 Lovers

### EPs
- 2002: Heads Up!
- 2004: Romantic Rights
- 2005: Live Session

### Singles
- 2004: Romantic Rights
- 2005: Blood on Our Hands
- 2005: Black History Month
- 2017: Freeze Me (CA: Gold)
- 2021: One + One